# ニュー・ムーンに逢いましょう
「ニュー・ムーンに逢いましょう」（ニュー・ムーンにあいましょう）は、Winkの9枚目のシングルである。1990年11月21日にポリスターより発売された。

## 解説
表題曲は、作詞を及川眠子、作曲を門倉有希、編曲を門倉聡が担当したWinkの楽曲。1989年11月1日発売の「One Night In Heaven 〜真夜中のエンジェル〜」以来、3作品ぶりの同デュオの非カバー曲である。『ザテレビジョン』では、「アップテンポぎみのユーロビートの中にオリエンタル調のフレーズを織り込んだ作品」と紹介された。また『ORICON WEEKLY』では、「アップ・テンポ気味の哀愁ユーロビート…というとWinkの王道って感じだけど、今回は東洋音階が取り入れられていてチャイニーズ風に迫るサビの部分が妖しい雰囲気をかもし出しているのだ。」とされている。
この曲は、パナソニック・ヘッドホンステレオRQ-S45（松下電器産業）のCMソングとして使用された。
カップリング曲は「水の星座」。原曲は、アメリカ合衆国の歌手・女優であるトリシア・リー・フィッシャーの1990年のアルバム曲 "Let an Angel" である。日本語詞を及川眠子、編曲を門倉聡が担当した。
1990年11月21日に発売。オリコンチャートの週間ランキングでは、12月3日付の初登場2位を最高位とし、以後、100位以内には、翌1991年3月4日付の81位まで、13週連続ランクインした。同チャートの年間ランキングでは、1991年度において売上24.899万枚により55位となっている。

## 収録曲
- 全編曲：門倉聡

1. ニュー・ムーンに逢いましょう
  - 作詞：及川眠子、作曲：門倉有希
2. 水の星座
  - 作詞・作曲：ロッド・ギャモンス, アンジー・ルービン, シェリー・スペック、日本語詞：及川眠子

## 収録アルバム
- ニュー・ムーンに逢いましょう
  - Crescent - リミックス・バージョンで収録。
  - Diamond Box - 『Crescent』に収録されたものとは異なるリミックス・バージョンで収録。
  - Raisonné
  - Diary
  - WINK MEMORIES 1988-1996

- 水の星座
  - Back to front

## テレビ番組における歌唱
※ 在京キー局のテレビ番組の放送日は首都圏のもの。地方の系列局の放送日は異なる場合がある。
| 放送日 (曜日)          | 番組名                                  | 放送局     | 衣装 | 備考 |
| ---------------------- | --------------------------------------- | ---------- | ---- | --- |
| 1990.11.16 (金)[注 2]  | ヒットパレード90's[注 2]                | フジテレビ | Ａ   | Winkは同番組で小泉今日子の楽曲「木枯しに抱かれて」も歌唱。 |
| 1990.11.18 (日)[注 3]  | 歌謡びんびんハウス[注 3]                | テレビ朝日 | Ｂ   | Winkは同番組の次回12月2日(日)放送分にも出演[注 4]。 |
| 1990.11.21 (水)[注 3]  | 邦ちゃんのやまだかつてないテレビ[注 3]  | フジテレビ | Ａ   | |
| 1990.11.30 (金)[8]     | ミュージックステーション[8]             | テレビ朝日 | Ａ   | |
| 1990.12.02 (日)[注 5]  | スーパーJOCKEY[注 5]                    | 日本テレビ | Ｂ   | |
| 1990.12.14 (金)[注 6]  | ヒットパレード90's[注 6]                | フジテレビ | Ｂ   | Winkは同番組で伊東きよ子の楽曲「花と小父さん」も歌唱。 |
| 1990.12.21 (金)[注 7]  | SOUND ROOF[注 7]                        | 日本テレビ | Ｂ   | Winkは同番組で松任谷由実の楽曲「恋人がサンタクロース」も歌唱。 |
| 1990.12.28 (金)[9]     | ミュージックステーション[9]             | テレビ朝日 | Ｃ   | Winkはコンサート用の衣装を着用し、「夜にはぐれて」、「Sexy Music」、「淋しい熱帯魚」、本曲のメドレーを歌唱[9]。 |
| 1991.01.11 (金)[注 8]  | ヒットパレード90's[注 8]                | フジテレビ | Ａ   | Winkは同番組で「愛が止まらない」も歌唱。 |
| 1991.01.20 (日)[注 9]  | 歌謡びんびんハウス[注 9]                | テレビ朝日 | Ａ   | |
| 1991.02.06 (水)[注 10] | 邦ちゃんのやまだかつてないテレビ[注 10] | フジテレビ | Ａ   | Winkは同番組で、やまだかつてないWINKとともに本曲を歌唱。 |
| 1991.02.15 (金)[注 11] | ヒットパレード90's[注 11]               | フジテレビ | Ａ   | Winkは同番組で「夜にはぐれて」も歌唱。 |
| 1992.06.15 (月)[10]    | Winkコンサートツアー'92[10]             | NHK BS2    | Ｃ   | 同番組は1992年4月5日(日)に中野サンプラザで開催された「Sapphire」コンサートを収録したもの。Winkはコンサート用の衣装を着用。 1993年1月3日(日)に再放送[11]。 ライブビデオ『WINK '92 CONCERT SAPPHIRE』（ポリスター、1992年9月26日）に本曲歌唱部分も収録。 |
- 「衣装」欄の記号：Ａ＝PVの衣装と同じもの　Ｂ＝上着に雑誌『VOGUE』を切り貼りした衣装　Ｃ＝その他（「備考」欄参照）

## カバー
- ニュー・ムーンに逢いましょう
  - Yoo Yoo – 英語カバー。タイトルは「Meet You Under The Gypsy Moon」。Yoo Yooによる、シングル「Meet You Under The Gypsy Moon」（ポリスター、1991年２月25日）、Winkの楽曲の英語カバーアルバム『BEST OF WINK』（ポリスター、1991年11月25日）、同『WINK COLLECTION』（同前、1992年9月26日）に収録。